# Wynonie Harris
Wynonie Harris (Omaha, 1915. augusztus 24. – Los Angeles, 1969. június 14.) amerikai blues- és R&B-énekes. Vidám, humoros, ugyanakkor gyakran borongós szövegű dalok előadója volt. 1946-52 között tizenöt Top 10 slágere volt. Harrist a rock and roll egyik szülőatyjának tartják.

## Pályakép
Wynonie Harris eleinte dobos volt. Karrierje Los Angeles és Chicago klubjaiban énekesként indult be. 1944-ben Chicagóban Lucky Millinder hallotta a Rhumboogie Club egyik műsorában énekelni és felvette a zenekarába. Wynonie Harris turnézni kezdett a Millinder's Big Banddel és a Lionel Hampton's Orchestra-val is. Első szólóslágere 1945-ben volt a „Who Threw the Whisky in the Well” című számmal, amely Millinder nevén jelent meg a Decca Recordsnál.
Harris még abban az évben visszatért Los Angelesbe, ahol számos lemezt rögzített  Illinois Jacquet, Oscar Pettiford, Lucky Millinder és mások kíséretével. Lemezfelvételek készültek, például a Philo Recordsnak ("Baby Look at You", 1945), 1946-ban pedig az Apollo Records számára a „Wynonie's Blues”.
1947-ben szerződött a King Recordsszal. Az 1948-as „Good Rocking Tonight” R&B dal Frank „Floorshow” Culley szaxofonossal készített verziója az egyik legkorábbi rock 'n' roll felvételnek számít, és az R&B slágerlisták első számú slágere lett. 1952-ben további tizenkét sikeres szám következett. A Roy Brown által írt darabot később Elvis Presley is felvette.
Bár számtalan számot vett fel olyan kiadóknak, mint az Atco, King, Roulette és Chess, Wynonie Harris sikere az 1950-es évek közepén alábbhagyott, és alkoholizmusa megviselte. Egyre inkább feledésbe merült.
1969-ben torokrákot diagnosztizáltak nála, és még abban az évben meghalt.

## Díjak
- 1994: Blues Hall of Fame